# Rio Corumbataí
Der Rio Corumbataí ist ein Fluss im Inneren des brasilianischen Bundesstaats Paraná.

## Etymologie und Geschichte
Der Name kommt aus dem Tupi. Corumbatá ist der Name eines Süßwasserfisches (Curimbatá). Und y heißt Fluss.
Im Jahr 1598 verlegten die Spanier ihre Stadt Vila Rica do Espírito Santo vom Rio Paraná an die Mündung des Rio Corumbataí in den Rio Ivaí. Die städtische Fläche betrug etwa 30 ha. Um sie herum entstanden Bauernhöfe für die Selbstversorgung. Anfang des 17. Jahrhunderts gab es in Vila Rica do Espírito Santo um die 100 spanische Siedler. In der Umgebung lebten etwa 150.000 Indigene. Bandeirantes aus São Paulo belagerten die Stadt 1632 drei Monate lang. Die Einwohner flohen und überließen das Land den Bandeirantes, die es jedoch nicht besiedelten, so dass es lange Zeit menschenleer blieb. Wiederbesiedlungsansätze blieben erfolglos, so zum Beispiel die Erkundungsexpedition des Gouverneurs des Kapitanats São Paulo, Luís António de Sousa Botelho Mourão 1770. Erst ab Mitte des zwanzigsten Jahrhunderts kam zur tatsächlichen Ansiedlung von Siedlern und zur Gründung von Städten am Rio Corumbataí.

## Geografie

### Lage
Das Einzugsgebiet des Rio Corumbataí befindet sich auf dem Terceiro Planalto Paranaense (die Dritte oder Guarapuava-Hochebene von Paraná).

### Verlauf
Sein Quellgebiet liegt im Munizip Pitanga auf 952 m Meereshöhe am Nordabhang der Serra da Palmeira etwa 10 km westlich der Ortsmitte von Pitanga in der Nähe der PR-239.
Der Fluss verläuft in süd-nördlicher Richtung.
Er durchfließt landwirtschaftlich geprägte Flächen, Wälder gibt es nur noch als schmale Streifen entlang der Wasserläufe.
Er fließt 92 km nördlich seines Ursprungs zwischen den Munizipien Fênix und São João do Ivaí von links in den Rio Ivaí. Er mündet auf 314 m Höhe.
Er ist 216 km lang und entwässert ein Einzugsgebiet von 3.611 km2 im Gebiet südlich des Rio Ivaí.

### Munizipien im Einzugsgebiet
Die Liste der Munizipien umfasst:
- rechts: Pitanga, Manoel Ribas, Arapuã, Jardim Alegre, Godoy Moreira, São João do Ivaí
- links: Nova Tebas, Iretama, Barbosa Ferraz, Fênix.

### Zuflüsse
Die wichtigsten der Nebenflüsse sind:
- links: Rio Vorá, Rio Muquilão, Rio Formoso, Rio das Lontras
- rechts: Rio Jacutinga, Rio Bananeira.[6]

## Parque Estadual Vila Rica do Espírito Santo
An der Mündung in den Rio Ivaí befindet sich auf dem Gebiet des Munizips Fênix der Staatspark von Vila Rica do Espírito Santo. In ihm liegen die Ruinen von Vila Rica, die 1948 unter Denkmalschutz gestellt wurden, sowie ein Museum, das vom Museum Paranaense verwaltet wird.

## Bodennutzung
Die Böden bestehen vorwiegend aus Latosolen, Nitisolen und Neosolen.
Das Land wird vorwiegend als Weideland zur Rinderzucht verwendet. Hinzu kommen Anbaugebiete für Soja und Mais sowie kleinere Streifen mit Maulbeerbäumen (zur Seidenraupenzucht) und mit Kaffee.